# Fórmulas de Machin
En matemáticas, las fórmulas de Machin son una clase de identidades que involucran al {\displaystyle \Pi } = 3.14159... y que generalizan la fórmula original de John Machin de 1706:
{\displaystyle {\frac {\pi }{4}}=4\arctan {\frac {1}{5}}-\arctan {\frac {1}{239}},}
que usó junto con la expansión del arco tangente de series de Taylor para calcular π con 100 decimales.
Las fórmulas de Machin tienen la forma
{\displaystyle {\frac {\pi }{4}}=\sum _{n}^{N}a_{n}\arctan {\frac {1}{b_{n}}}}
con {\displaystyle a_{n}} y {\displaystyle b_{n}} s entero.
El mismo método se conoce todavía entre los más eficientes para calcular un gran número de dígitos de π usando computación digital.

## Derivación
Para comprender de dónde viene esta fórmula, comenzar con las ideas básicas siguientes
- {\displaystyle \tan(\arctan(a))=a}
- {\displaystyle {\frac {\pi }{4}}=\arctan(1)}
- {\displaystyle \tan(2a)={\frac {2\tan(a)}{1-\tan ^{2}(a)}}} (identidad de la tangente de ángulo doble)
- {\displaystyle \tan(a-\arctan(b))={\frac {\tan(a)-b}{1+b\tan(a)}}} (identidad diferencia tangente)
- {\displaystyle {\frac {\pi }{16}}=0.196349\dots } (aproximadamente)
- {\displaystyle \arctan \left({\frac {1}{5}}\right)=\arctan(0.2)=0.197395\dots } (aproximadamente)

En otras palabras, para pequeñas cantidades, el arco tangente es una buena aproximación a la función identidad. Esto conduce a la posibilidad de que un número {\displaystyle q} pueda encontrarse tal que
{\displaystyle {\frac {\pi }{16}}=\arctan \left({\frac {1}{5}}\right)-{\frac {1}{4}}\arctan(q).}
Usando el álgebra elemental, se puede aislar {\displaystyle q}:
{\displaystyle q=\tan \left(4\arctan \left({\frac {1}{5}}\right)-{\frac {\pi }{4}}\right)}
Utilizando las identidades previas, se sustituye arctan(1) por π/4 y, a continuación, se obtiene el resultado
{\displaystyle q={\frac {\tan \left(4\arctan \left({\frac {1}{5}}\right)\right)-1}{1+\tan \left(4\arctan \left({\frac {1}{5}}\right)\right)}}}
Asimismo, dos aplicaciones de la identidad de ángulo doble conducen a
{\displaystyle \tan \left(4\arctan \left({\frac {1}{5}}\right)\right)={\frac {120}{119}}}
y así 
{\displaystyle q={\frac {{\frac {120}{119}}-1}{1+{\frac {120}{119}}}}={\frac {1}{239}}.}
Otras fórmulas pueden generarse utilizando números complejos. Por ejemplo el ángulo de un número complejo a + bi es dado por {\displaystyle \arctan {\frac {b}{a}}} y cuando se multiplican números complejos se añaden sus ángulos. Si a = b then {\displaystyle \arctan {\frac {b}{a}}} es de 45 grados o {\displaystyle {\frac {\pi }{4}}}. Esto significa que si la parte real y compleja son iguales entonces el arco tangente será igual a {\displaystyle {\frac {\pi }{4}}}. Ya que el arco tangente de uno tiene una tasa de convergencia muy lenta, si encontramos dos números complejos que multiplicados de como resultado la misma parte real e imaginaria, tendremos una fórmula de Machin. Un ejemplo es {\displaystyle (2+i)} y {\displaystyle (3+i)}, si se multiplican se llega a {\displaystyle (5+5i)}. Por lo tanto {\displaystyle \arctan {\frac {1}{2}}+\arctan {\frac {1}{3}}={\frac {\pi }{4}}}.
Si desea utilizar números complejos para demostrar que {\displaystyle {\frac {\pi }{4}}=4\arctan {\frac {1}{5}}-\arctan {\frac {1}{239}}} en primer lugar debe saber que cuando se multiplica ángulos, el número complejo se eleva a la potencia del número que está multiplicando. Así que {\displaystyle (5+i)^{4}(-239+i)=-2^{2}(13^{4})(1+i)} y ya que las partes real e imaginaria son iguales, {\displaystyle 4\arctan {\frac {1}{5}}-\arctan {\frac {1}{239}}={\frac {\pi }{4}}}

## Fórmulas de dos períodos

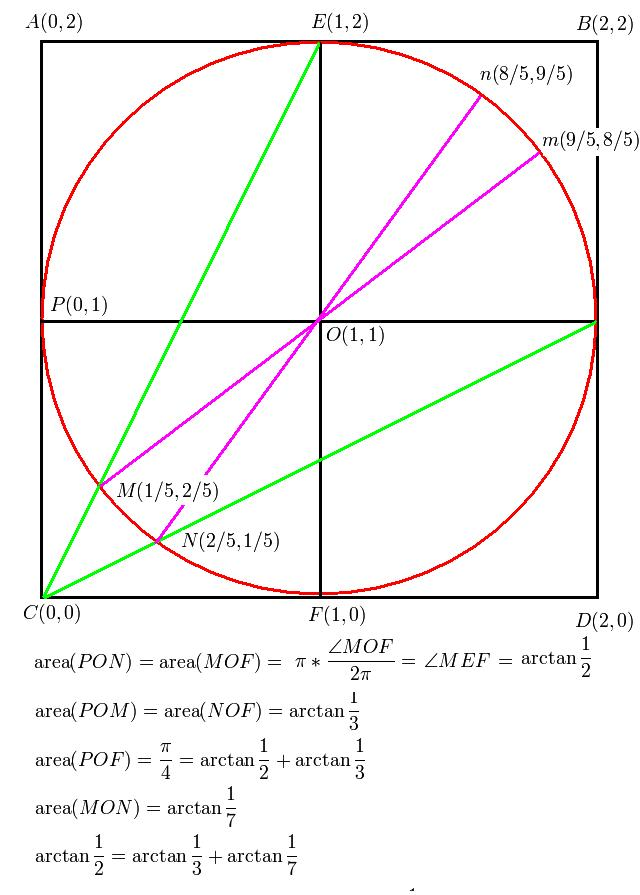
relations

Hay exactamente tres fórmulas adicionales de Machin con dos términos; se trata de Euler
{\displaystyle {\frac {\pi }{4}}=\arctan {\frac {1}{2}}+\arctan {\frac {1}{3}}},
Hermann,
{\displaystyle {\frac {\pi }{4}}=2\arctan {\frac {1}{2}}-\arctan {\frac {1}{7}}},
y de Hutton
{\displaystyle {\frac {\pi }{4}}=2\arctan {\frac {1}{3}}+\arctan {\frac {1}{7}}}.

## Más términos
El récord de 2002 de dígitos de {\displaystyle \pi }, 1,241,100,000,000, fue obtenido por Yasumasa Kanada de la Universidad de Tokio. El cálculo se realizó con una supercomputadora Hitachi de 64 nodos con 1 terabyte de memoria principal, que efectuaba 2 billones de operaciones por segundo. Se utilizaron estas dos fórmulas:
{\displaystyle {\frac {\pi }{4}}=12\arctan {\frac {1}{49}}+32\arctan {\frac {1}{57}}-5\arctan {\frac {1}{239}}+12\arctan {\frac {1}{110443}}}
Kikuo Takano (1982).
{\displaystyle {\frac {\pi }{4}}=44\arctan {\frac {1}{57}}+7\arctan {\frac {1}{239}}-12\arctan {\frac {1}{682}}+24\arctan {\frac {1}{12943}}}
F. C. w. Störmer (1896).
Las fórmulas más conocidas de Machin, actualmente eficaces para la informática
{\displaystyle {\begin{aligned}{\frac {\pi }{4}}=&183\arctan {\frac {1}{239}}+32\arctan {\frac {1}{1023}}-68\arctan {\frac {1}{5832}}+12\arctan {\frac {1}{110443}}\\&-12\arctan {\frac {1}{4841182}}-100\arctan {\frac {1}{6826318}}\\\end{aligned}}}
黃見利 (Hwang Chien-Lih) (1997).
{\displaystyle {\begin{aligned}{\frac {\pi }{4}}=&183\arctan {\frac {1}{239}}+32\arctan {\frac {1}{1023}}-68\arctan {\frac {1}{5832}}+12\arctan {\frac {1}{113021}}\\&-100\arctan {\frac {1}{6826318}}-12\arctan {\frac {1}{33366019650}}+12\arctan {\frac {1}{43599522992503626068}}\\\end{aligned}}}
黃見利 (Hwang Chien-Lih) (2003).
Estas fórmulas de Machin se muestran en las siguientes identidades;
{\displaystyle \arctan x+\arctan y=\arctan {\frac {x+y}{1-xy}},}
{\displaystyle \arctan x-\arctan y=\arctan {\frac {x-y}{1+xy}},}
o equivalente,
{\displaystyle \arctan {\frac {a}{b}}+\arctan {\frac {c}{d}}=\arctan {\frac {ad+bc}{bd-ac}},}
{\displaystyle \arctan {\frac {a}{b}}-\arctan {\frac {c}{d}}=\arctan {\frac {ad-bc}{bd+ac}}.}
Estas identidades se derivan fácilmente de la definición de arco tangente.
Con estas identidades, se muestra la fórmula de Machin como la de Takano;
{\displaystyle {\begin{aligned}12\arctan {\frac {1}{49}}&+32\arctan {\frac {1}{57}}-5\arctan {\frac {1}{239}}+12\arctan {\frac {1}{110443}}\\&=12\arctan {\frac {46}{2253}}+32\arctan {\frac {1}{57}}-5\arctan {\frac {1}{239}}\\&=12\arctan {\frac {3}{79}}+20\arctan {\frac {1}{57}}-5\arctan {\frac {1}{239}}\\&=12\arctan {\frac {1}{18}}+8\arctan {\frac {1}{57}}-5\arctan {\frac {1}{239}}\ \ \ \ {\text{(Gauss)}}\\&=4\arctan {\frac {1}{18}}+8\arctan {\frac {3}{41}}-5\arctan {\frac {1}{239}}\\&=4\arctan {\frac {17}{331}}+4\arctan {\frac {123}{836}}-\arctan {\frac {1}{239}}\\&=4\arctan {\frac {1}{5}}-\arctan {\frac {1}{239}}\ \ \ \ {\text{(Machin)}}\\&=2\arctan {\frac {5}{12}}-\arctan {\frac {1}{239}}\\&=\arctan {\frac {120}{119}}-\arctan {\frac {1}{239}}\\&=\arctan 1={\frac {\pi }{4}}.\end{aligned}}}: